# ميرتل ليند
ميرتل ليند (بالإنجليزية: Myrtle Lind)‏ هي ممثلة أمريكية، ولدت في 2 سبتمبر 1898 في مانكاتو في الولايات المتحدة، وتوفيت في 9 ديسمبر 1966 في لوس أنجلوس في الولايات المتحدة.

## وصلات خارجية
- ميرتل ليند على موقع IMDb (الإنجليزية)
- ميرتل ليند على موقع أول موفي (الإنجليزية)
- ميرتل ليند على موقع قاعدة بيانات الفيلم (الإنجليزية)